# Allomyia bifosa
Allomyia bifosa là một loài Trichoptera trong họ Apataniidae. Chúng phân bố ở miền Tân bắc.